# エマヌエル・イプシランティ
エマヌエル・イプシランティ（Fürst Emanuel Ypsilanti, 1877年4月30日 パリ - 1940年12月17日 ウィーン）は、ギリシャ人の貴族、政治家、外交官。公爵。
在墺ギリシャ大使グレゴール・イプシランティ公爵とその妻の男爵令嬢ヘレーネ・フォン・シナ（1845年 - 1893年）の間の長男として生まれた。父はファナリオティス家門の1つイプシランティ家の末裔で、ギリシャ独立戦争の英雄アレクサンドル・イプシランティ公爵の甥にあたる。母はオーストリア＝ハンガリー（二重帝国）のヴラーフ系ギリシャ人銀行家一族シナ家の当主シモン・フォン・シナ男爵の娘である。長姉シャリクレー（1863年 - 1912年）はホーエンローエ＝シリングスフュルスト侯フィリップ・エルンストに嫁いだ。
ウィーンのショッテン中等教育学校を卒業後、アテネ大学、ローマ・ラ・サピエンツァ大学、フリードリヒ・ヴィルヘルム大学ベルリン、ライン・フリードリヒ・ヴィルヘルム大学ボンで法学を学んだ。1899年、プロイセン王家と縁故の深いボルシア・ボン友愛会のメンバーとなった。学業を終えると、志願消防隊の大尉をしながら、ウィーンとラッポルテンキルヒェンで暮らした。1909年に創設されたオーストリア犬学協会の初代会長となった。
1920年代までの王制時代にはギリシャ政府に仕え、ケルキラ県行政長官、国会議員、大使、内務大臣などを歴任した。ギリシャ王制が崩壊して第二共和国時代に入るとオーストリアに戻り、弟と共同で所有していたラッポルテンキルヒェン城（ニーダーエスターライヒ州ジークハルツキルヒェン）で余生を送った。
彼はエスメラルダ・フォン・ガレオッティ（1875年 - 1929年）と結婚した。孫息子の1人マノリス・イプシランティ（1944年 - ）は、ドイツ社会民主党所属の政治家アンドレア・イプシランティの元夫である。

## 引用
1. ↑  Ypsilanti, Gregor Fürst auf www.deutsche-biographie.de
2. ↑  Kösener Korpslisten 1910, 19, 717
3. ↑  1883 - Gründung der Freiwilligen Feuerwehr Rappoltenkirchen auf www.ff-rappoltenkirchen.at
4. ↑  Ekrem Bey Vlora: Lebenserinnerungen, Band 2, 1912 bis 1925, 1973, S. 101
5. ↑  Roman Sandgruber: Traumzeit für Millionäre: Die 929 reichsten Wienerinnen und Wiener im Jahr 1910, 2013, S. 466